# Love Is A Battlefield
「Love Is A Battlefield」（ラヴ・イズ・ア・バトルフィールド）は、日本のパンク・ロックバンド、Hi-STANDARD が2000年にリリースしたシングル。

## 解説
リリース当時、オリコンでは「収録曲が4曲以上でタイトル曲の収録されていない作品はアルバム扱い」という規定があり、この作品もシングルとしてリリースしたものの規定によりアルバム扱いとなった。これは同作品がランクインした週の「オリコン・ウィーク The Ichiban」紙面にもアルバム扱いとなった経緯として書かれていた。
なお、プラネットではシングル扱いとなり、プラネットウィークリーシングルチャートでは初登場2位、2000年度のプラネット年間シングルチャートで37位にランクインされた。

## 収録曲
1. This Is Love　
作詞：横山健・難波章浩、作曲：Hi-STANDARD
2. My First Kiss
作詞：Hi-STANDARD・実川俊晴、作曲：実川俊晴
あんしんパパの「はじめてのチュウ」を英語でカバーした楽曲。曲の最後には『はじめてのチュウ』と日本語で歌っている。
3. Catch A Wave
作詞：横山健・難波章浩、作曲：Hi-STANDARD
4. Can't Help Falling In Love
エルヴィス・プレスリーのカバー。